# Promerops
Promerops Brisson, 1760 è un genere di uccelli passeriformi, l'unico ascritto alla famiglia Promeropidae Vigors, 1825.

## Etimologia
Il nome scientifico del genere, Promerops, deriva da Merops (nome col quale sono conosciuti i gruccioni) con l'aggiunta del prefisso di origine greca pro- ("simile a"), col significato di "simile a Merops"), in riferimento all'aspetto di questi uccelli.

## Descrizione

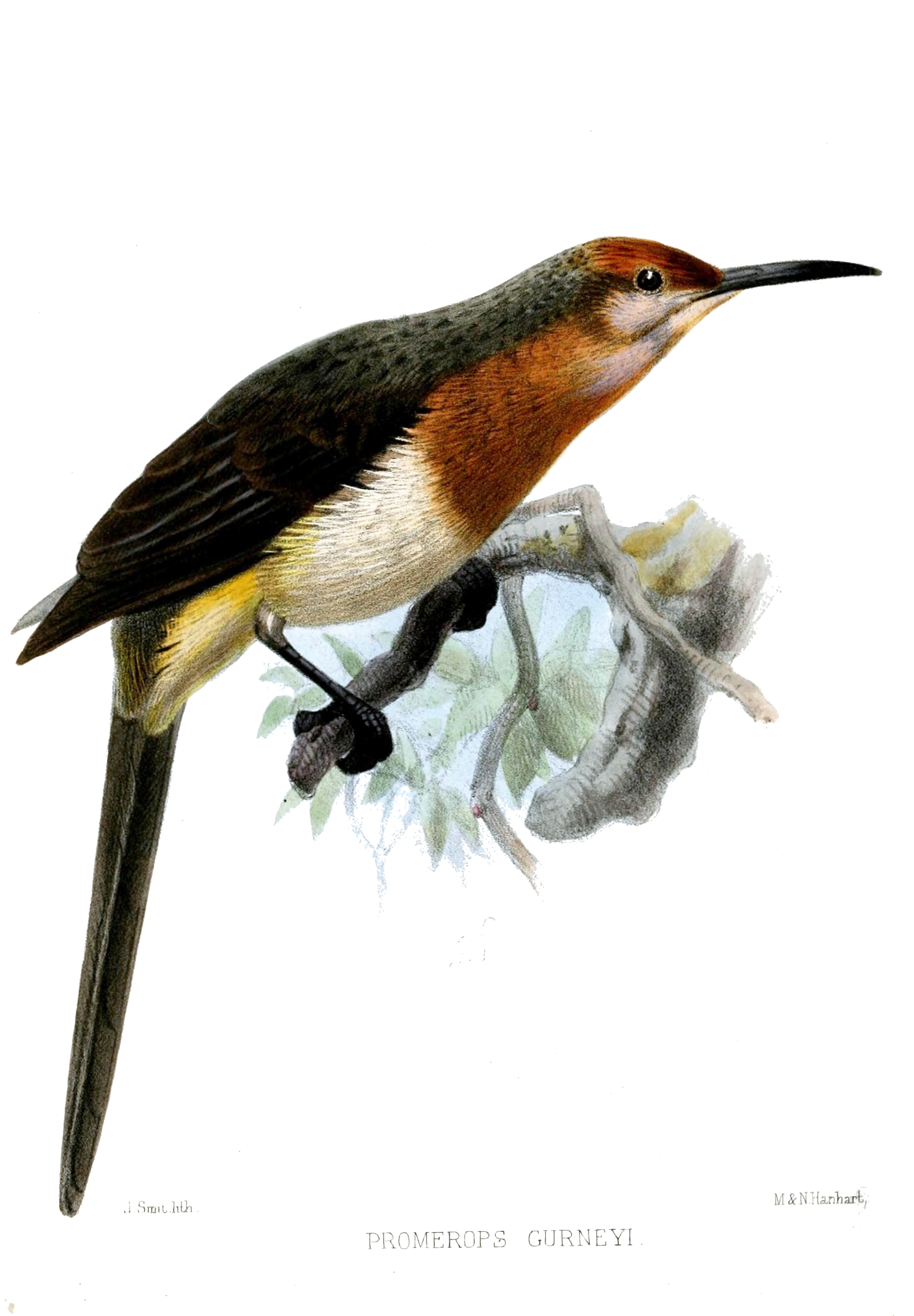
P. gurneyi.

Si tratta di uccelli di dimensioni medio-piccole (attorno ai 24 cm, con lo zuccheriere del Capo che sfiora i 45 cm in virtù della lunga coda), dall'aspetto simile a quello delle nettarinie, con testa arrotondata, lungo becco falciforme sottile e lievemente ricurvo verso il basso, ali appuntite, forti zampe e lunga coda nastriforme: i maschi sono più grandi delle femmine, oltre a possedere becco e coda più lunghi.

La lingua è lunga e tubolare, con punta sfrangiata, atta alla dieta nettarivora di questi uccelli.
Il piumaggio è grigio-nerastro nell'area dorsale, scurendosi sulla coda e schiarendosi sul ventre, mentre faccia, petto e sottocoda sono di colore più brillante (rossiccio nello zuccheriere di Gurney, giallo nello zuccheriere del Capo).

## Distribuzione e habitat
Il genere è diffuso in Africa, con lo zuccheriere di Gurney che abita l'Africa sud-orientale e quello del Capo che vive solo nel sud del Sudafrica: ambedue le specie sono legate al fynbos ed alle aree a prevalenza di Protea.

## Biologia

P. cafer.

Si tratta di uccelli diurni e solitari all'infuori del periodo degli amori, quando si formano le coppie ed i maschi divengono più territoriali del solito: la loro dieta si basa sul nettare di Protea, ma di recente si è scoperto che anche gli insetti costituiscono una percentuale significativa dell'alimentazione di questi uccelli.
Si tratta di uccelli monogami, il cui periodo riproduttivo coincide con la fioritura delle protee: le femmine si occupano da sole di costruzione del nido, cova e cure parentali, mentre i maschi si occupano nel frattempo della difesa del territorio.

## Tassonomia
La famiglia Promeropidae è monotipica, con un singolo genere, Promerops, al quale vengono ascritte due specie:
- Promerops cafer (Linnaeus, 1758) - zuccheriere del Capo
- Promerops gurneyi Verreaux, 1871 - zuccheriere di Gurney

La sistematica di questi uccelli è stata piuttosto travagliata: tradizionalmente ascritti ai Nectariniidae per le evidenti affinità morfologiche, nella tassonomia degli uccelli di Sibley-Ahlquist essi sono stati erroneamente accomunati agli Sturnidae (i campioni utilizzati per le analisi appartenevano ad altri uccelli), per poi essere avvicinati ai Turdidae ed ai Melifagidi australasiani. Le analisi del DNA mitocondriale hanno evidenziato un'affinità coi Modulatricidae, dei quali i promeropidi rappresenterebbero un sister taxon nell'ambito di una radiazione evolutiva basale dei Passeroidea.